# Paranisopodus granulosus
Paranisopodus granulosus är en skalbaggsart som beskrevs av Monné M. L. och Monné M. A. 2007. Paranisopodus granulosus ingår i släktet Paranisopodus och familjen långhorningar.
Artens utbredningsområde är Panama. Inga underarter finns listade i Catalogue of Life.